# Friedrich Krollpfeiffer
Friedrich Krollpfeiffer (* 26. Februar 1892 in Uelzen; † 6. November 1957 in Gießen) war ein deutscher Chemiker und Hochschulprofessor.
Seine Eltern waren der Weinhändler Wilhelm Krollpfeiffer (1849–1926) und dessen Ehefrau Marie Roloff (1852–1916).
Nach seinem Schulabschluss absolvierte Krollpfeiffer an den Universitäten in Marburg, Göttingen und München ein Studium der Chemie. Während seines Studiums in Marburg wurde er Mitglied der Akademisch-Musikalischen Verbindung Fridericiana. 1914 promovierte er. 1920 übernahm Krollpfeiffer an der Universität Marburg einen Lehrauftrag für technische Chemie und habilitierte sich zwei Jahre später. Seine Habilitationsschrift handelte von Spektrochemischen Untersuchungen an mehrkernigen aromatischen Verbindungen in Lösungen. Ab 1923 war Krollpfeiffer als wissenschaftlicher Berater bei den Behring-Werken tätig, ein Jahr später wurde er dort in die Leitung der chemischen Abteilung berufen. Im Jahre 1931 wurde Krollpfeiffer, nachdem er ein Jahr zuvor an die Universität Marburg zurückgekehrt war, zum Professor ernannt und übernahm im darauffolgenden Jahr eine Professur an der Universität Gießen.
Er heiratete 1916 in Marburg Mathilde Reinhard (1892–1973). Das Paar hatte zwei Söhne und eine Tochter. Die Tochter Ilse heiratete den Genetiker Hans-Günther Keyl.